# An Thái, Quỳnh Phụ
An Thái là một xã thuộc huyện Quỳnh Phụ, tỉnh Thái Bình, Việt Nam.
Xã An Thái có diện tích 3,8 km², dân số năm 1999 là 4263 người, mật độ dân số đạt 1122 người/km².
Xã An Thái nằm ở phía Đông Bắc của huyện Quỳnh Phụ
Phía Đông giáp Sông Hóa với huyện Vĩnh Bảo, Hải Phòng.
Phía Tây giáp với xã Quỳnh Minh
Phía Nam giáp với xã An Cầu
Phía Bắc giáp với xã An Đồng, xã An Hiệp,
Xã có 5 thôn phân bố Từ Tây sang Đông lần lượt là:Thôn Thái Thuần, thôn Hạ, thôn Trung và thôn Thượng và thôn A Sào.
Kinh tế: chủ yếu là nông nghiệp, bên cạnh đó đã phát triển thêm các nghề phụ như: mây tre đan, hàng thủ công mỹ nghệ xuất khẩu
Là một xã có nguồn gốc lâu đời gắn liền với nhiều Di tích Lịch sử thời nhà Trần. Cụm di tích lịch sử Đình, Đền, Bến tượng A Sào
Nơi đây trước kia có một gò đất lớn nổi lên khoảng 30m gọi là Đống Yên, từng là nơi đặt đài quan sát của nhà Trần, qua thời gian di tích này đã không còn.
Mảnh đất này trước đây từng là vị trí hậu cần, quân lương trọng yếu của quân đội nhà Trần trong cuộc kháng chiến chống quân xâm lược Nguyên - Mông.